# Megachile tarsisignata
Megachile tarsisignata là một loài Hymenoptera trong họ Megachilidae. Loài này được Cockerell mô tả khoa học năm 1920.